# Cuscatlán
Cuscatlán é um departamento de El Salvador, cuja capital é a cidade de Cojutepeque.

## Município
1. Candelaria
2. Cojutepeque
3. El Carmen
4. El Rosario
5. Monte San Juan
6. Oratorio de Concepción
7. Santa Cruz Analquito
8. San Bartolomé Perulapía
9. San Cristóbal
10. San Rafael Cedros
11. San José Guayabal
12. Santa Cruz Michapa
13. San Pedro Perulapán
14. San Ramón
15. Suchitoto
16. Tenancingo